# Thit Jensenová
Thit Jensenová (Marie Kirstine Dorothea Jensenová) (* 19. ledna 1876 Farsø – † 14. května 1957 Bagsværd) byla nejpřekládanější a nejoblíbenější dánská spisovatelka.
Zpočátku se ve svých knihách věnovala ženskému údělu a jeho možnému zlepšení, v průběhu času začala psát historické romány z dánského prostředí. Právě v historických románech předvedla své nevšední vypravěčské nadání.

## Dílo
- 1903 - To Søstre („Dvě sestry“)
- 1904 - Familijen Storm
- 1905 - Martyrium („Martýrium“)
- 1907 - Ørkenvandring ("Putovaní po poušti")
- 1907 - Prins Nilaus af Danmark ("Princ Nialus Dánský")
- 1909 - Sagn og Syner
- 1912 - Hemskoen
- 1913 - Højeste Ret
- 1915 - Stærkere end Tro
- 1915 - Jorden („Zem“)
- 1916 - Jydske Historier
- 1917 - Hr. Berger intime („Pan Berger intimně“)
- 1918 - Gerd - det tyvende Aarhundredes Kvinde
- 1919 - Den erotiske Hamster ("Erotický křeček")
- 1919 - Kongen fra Sande ("Král ze Sande")
- 1924 - Frivilligt Moderskab
- 1925 - Aphrodite fra Fuur: den moderne kvindes udviklingshistorie („Afrodite z Fuuru“)
- 1926 - Børnebegrænsning. Hvorfor - hvordan?
- 1928 - I Messias' Spor („Po stopách Mesiášových“)
- 1929 - Storken
- 1931 - Jørgen Lykke: rigens sidste ridder („Poslední rytíř dánský“)
- 1934 - Nial den Vise („Nial Moudrý“)
- 1936 - Stygge Krumpen („Stygge Krumpen“)
- 1940 - 53 - Trilogie: Valdemar Atterdag, Drotten, Rigets arving („Valdemar Atterdag, Vládce, Dědic říše“)
- 1950 - Hvorfra? Hvorhen? („Odkud - kam?“)
- 1954 - Den sidste Valkyrie („Poslední valkýra“)